# Continental O-200
Continental C90 und O-200 sind eine Familie von luftgekühlten Vierzylinderboxermotoren für Kleinflugzeuge mit 3,29 Litern Hubraum und einer Leistung zwischen 90 PS (66 kW) und 100 PS (74 kW).
Die Motoren wurden von Continental Motors gebaut und finden Anwendung in vielen US-amerikanischen Flugzeugmodellen wie der Piper PA-18 Super Cub, der Champion 7EC, der Alon Aircoupe und der Cessna 150.
Obwohl der C90 durch den O-200 verdrängt wurde und viele der Flugzeuge, in denen der O-200 eingesetzt wurde, seit 1980 nicht mehr produziert werden, entstand mit Einführung der Light-Sport-Aircraft-Klasse durch die US-amerikanische Federal Aviation Administration eine neue Nachfrage nach dem O-200, der für diese Flugzeugklasse gut geeignet ist.

## Konstruktion und Entwicklung
Der C90 wurde 1947 als Nachfolger des A65, der seit 1939 gebaut worden war, eingeführt. Viele der mit einem C90 ausgerüsteten Flugzeugmodelle wie die Piper J-3 Cub, die Piper PA-11 Cub, die Aeronca 7AC und die Luscombe 8A wurden vorher mit einem A65 betrieben, der aus dem O-190 entwickelt wurde, indem der Hub um 6 mm verlängert wurde. Sowohl die Flugzeugindustrie als auch die FAA bewerten die Motorenfamilie als zuverlässig.
In einem Gemeinschaftsprojekt wurden die Motoren auch von Rolls-Royce in England hergestellt. Die Modellbezeichnungen beginnen bei Rolls-Royce mit RR. So ist der Rolls-Royce RR C90-12FH baugleich mit dem Continental C90-12FH. Die Modelle von Rolls-Royce sind vollständig baugleich mit den Modellen von Continental. Der Rolls-Royce O-200-A ist zum Beispiel in der Beagle B.121 Pup 100, der Bölkow Bo 208 C Junior, der Avions Robin DR 220, der Morane-Saulnier Rallye und der Victa Airtourer 100 verbaut.
Alle Versionen der C90- und O-200-Serie sind Viertakt-Hubkolbenmotoren und haben ähnliche Abmessungen, Hubraum und Gewicht. Bis auf die Typen C90-8FJ, -12FJ und -14FJ, die eine Saugrohreinspritzung haben, sind die Motoren mit einem Steigstromvergaser ausgestattet. Sie verfügen über eine redundante Zündung mit zwei Zündmagneten, von denen jeder mit einer Zündkerze pro Zylinder verbunden ist.
Die von Continental empfohlene time between overhaul beträgt 1800 Betriebsstunden oder zwölf Betriebsjahre. Laut Musterzulassung müssen die Motoren mit AvGas mit mindestens 80 Oktan betrieben werden. Mit einer ergänzenden Musterzulassung können die Motoren aber auch mit MoGas laufen.

## Versionen
C90

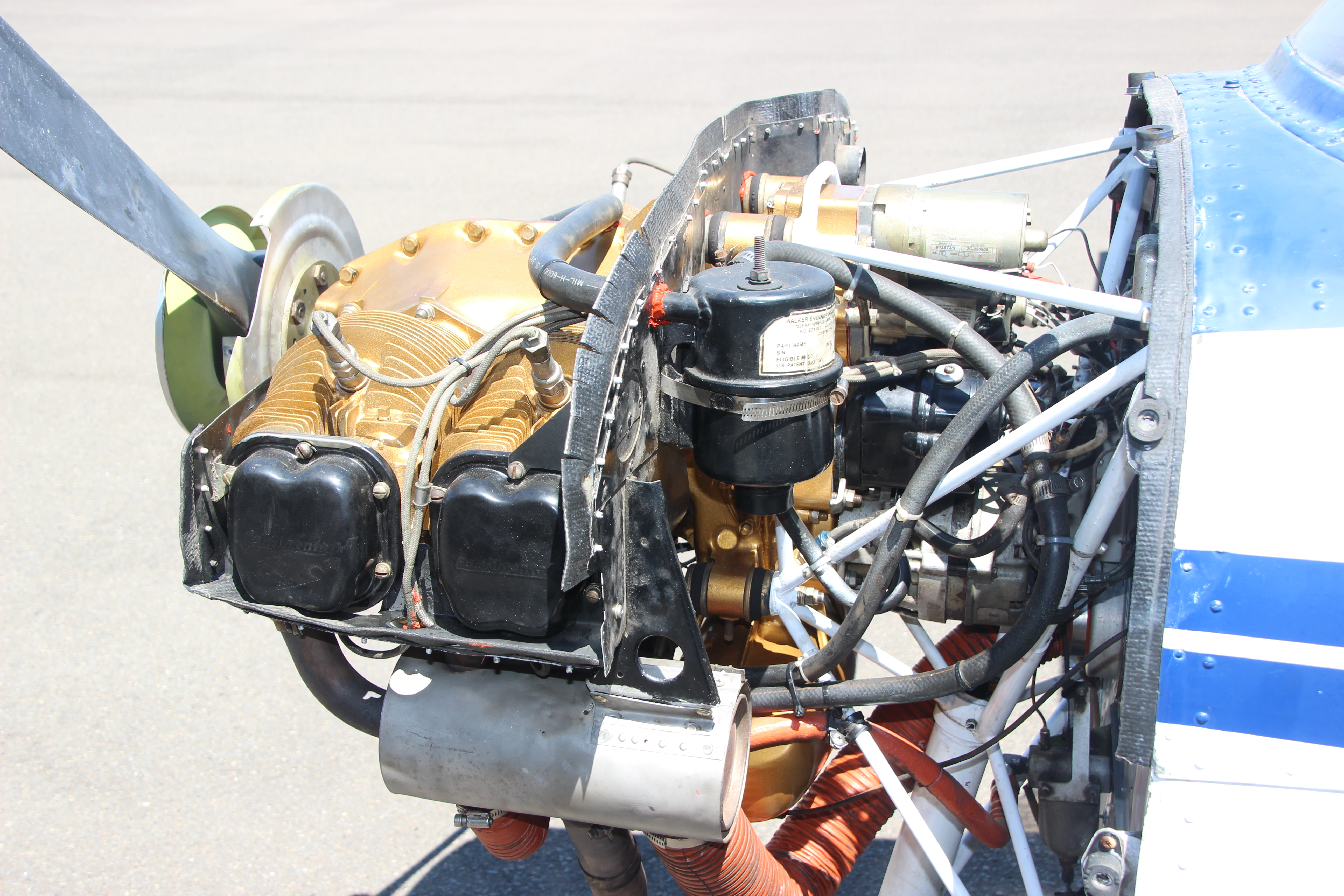
O-200-A in einer Cessna 150

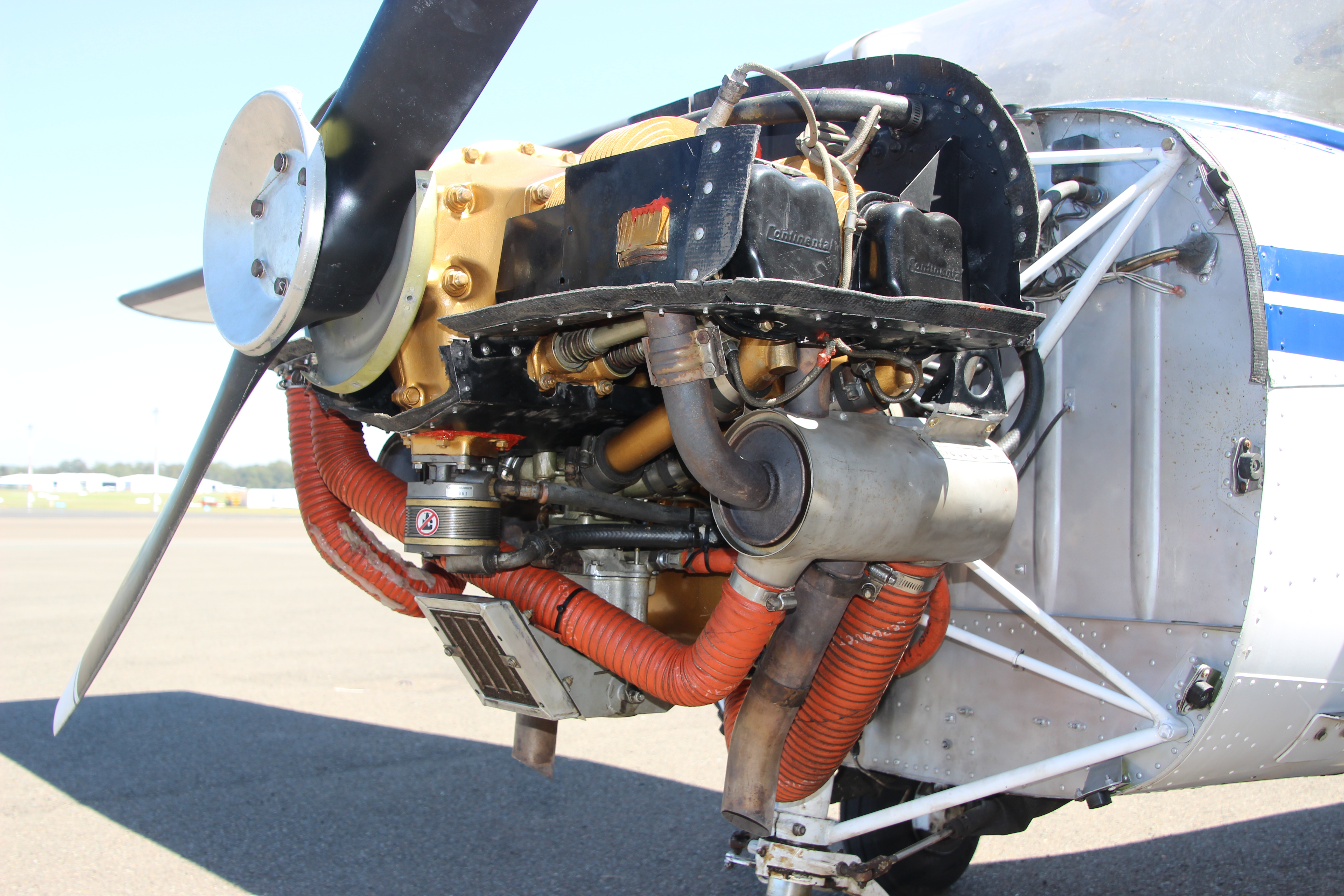
O-200-A in einer Cessna 150

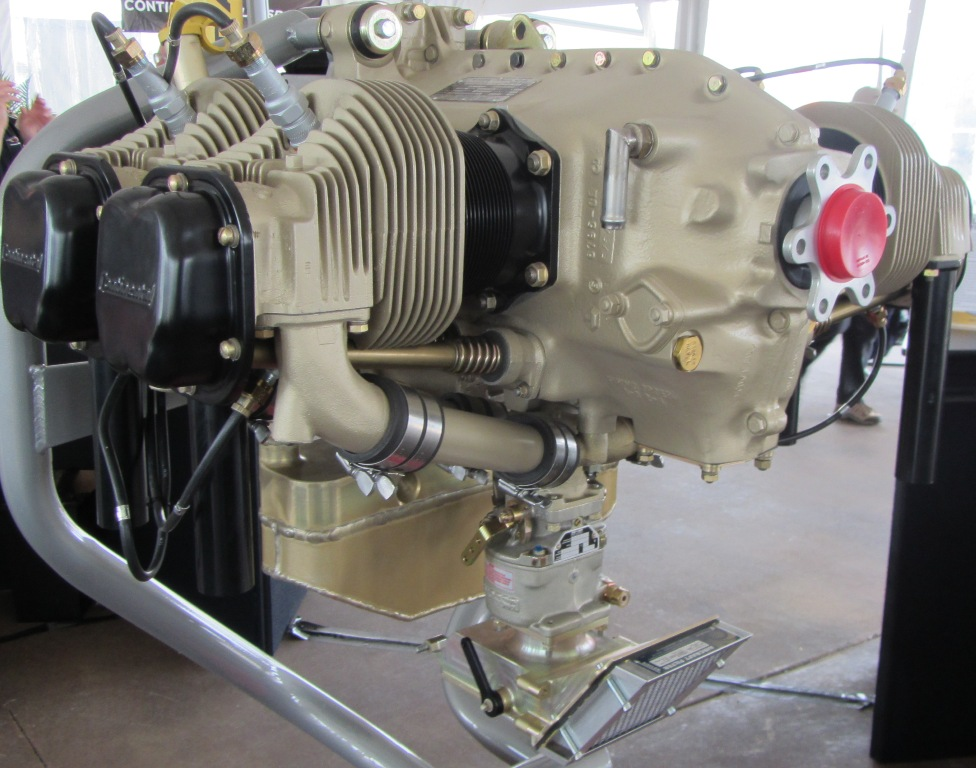
Continental O-200D

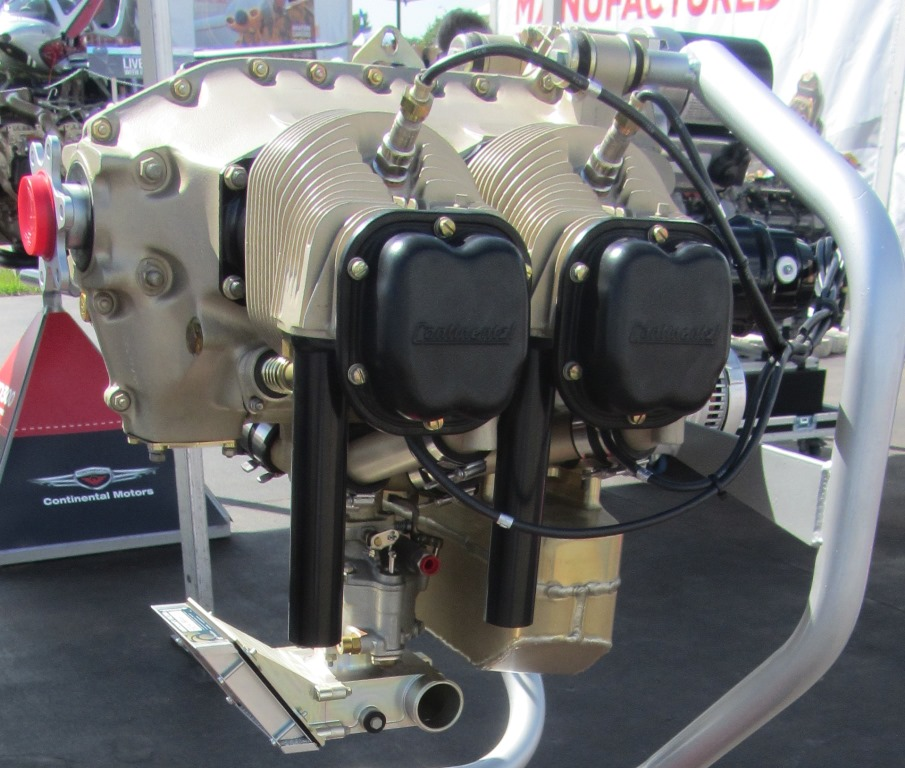
O-200AF

Der C90 ist für 95 PS (70 kW) Startleistung für eine Dauer von fünf Minuten ausgelegt. Seine Bezeichnung hingegen stammt von der möglichen Dauerleistung von 90 PS (66 kW). Wie bereits erwähnt, wird bei verschiedenen Varianten des C90 eine Saugrohreinspritzung anstelle des Vergasers verwendet. Obwohl der C90 über geringfügig weniger Leistung verfügt als der O-200, wird er von vielen Wasserflugzeugbetreibern wegen seines höheren Drehmoments und der niedrigeren Drehzahl, die hauptsächlich aus der unterschiedlichen Nockenwelle resultiert, bevorzugt.
C90-8FJ
C90-12F
C90-12FH
C90-12FJ
C90-12FP
Version für den Einsatz in einer Pusher-Konfiguration
C90-14FJ
C90-16F
O-200-A
Verbesserte Version des C90 mit erhöhter Leistung von 100 PS (74 kW) durch eine höhere Maximaldrehzahl.
O-200-B
Version für den Einsatz in einer Pusher-Konfiguration
O-200-C
Version für den Einsatz mit Verstellpropeller
O-200-D
Gewichtsreduziertes Modell für Light Sport Aircraft
O-200-AF
Version für den Betrieb mit UL91 und UL94
IOL-200
Hinteres Triebwerk der Rutan Voyager
Voyager 200
Alternativbezeichnung für den IOL-200
O-205
Militärische Bezeichnung des C90
Rolls-Royce O-200-A
Lizenzproduktion des O-200 im Vereinigten Königreich, eingesetzt in der Beagle Pup und der in Frankreich hergestellten Cessna F150 und Morane-Saulnier MS880 Rallye sowie in verschiedenen in Australien hergestellten Victa-100 Airtourer

## Besondere Einsätze

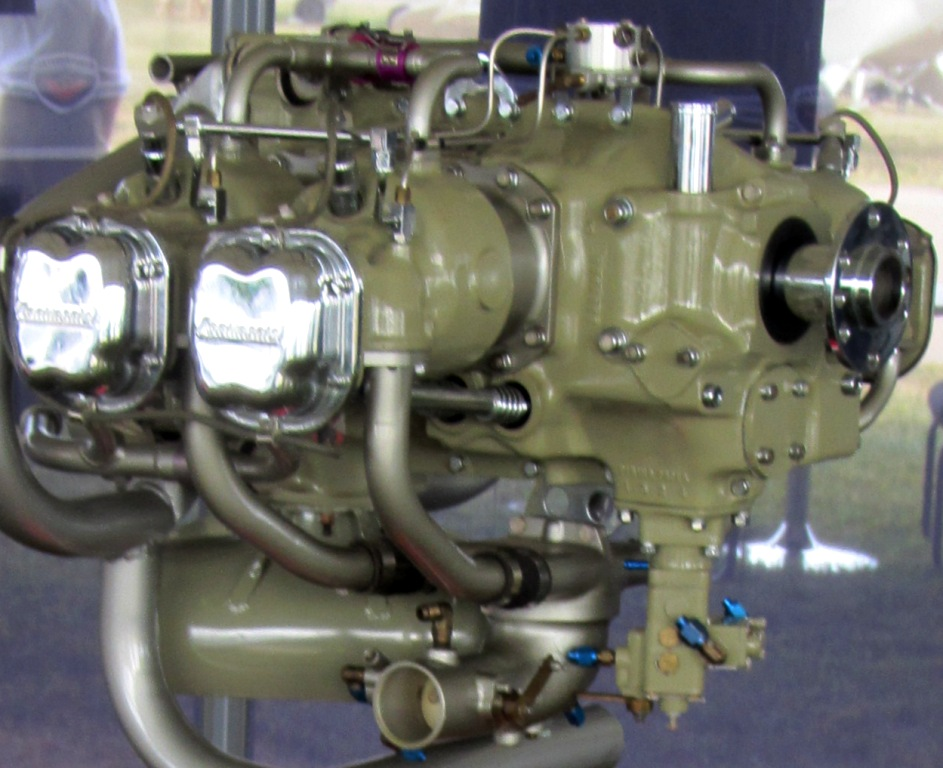
Continental IOL-200

Eine modifizierte Version des O-200 mit der Bezeichnung IOL-200 wurde 1986 als Heckmotor bei der Weltumrundung der Rutan Voyager eingesetzt. Im Gegensatz zum Frontmotor, einem modifizierten Continental O-240, lief der IOL-200, abgesehen von einem fünfminütigen Stopp aufgrund von Treibstoffproblemen, während der neuntägigen Reise durchgehend.
Das von Jon Sharp konstruierte und geflogene Formel-Eins-Rennflugzeug Sharp Nemesis wurde von einem unmodifizierten O-200 angetrieben. Zwischen 1991 und 1999 gewann das Flugzeug 45 von 48 Rennen. Des Weiteren gewann es drei Louis Blériot Medaillen sowie vier Pulitzer Trophies und stellte sechzehn Geschwindigkeitsrekorde in seiner Klasse auf. Bei einem dieser Rekorde wurde eine Geschwindigkeit von über 467 km/h gemessen.

## Technische Daten (O-200-A)
| Kenngröße       | Wert               |
| --------------- | ------------------ |
| Typ             | Viertaktboxermotor |
| Leistung        | 74 kW (101 PS)     |
| Leistungsdichte | 23 kW/L            |
| Bohrung         | 103,1 mm           |
| Hub             | 98,6 mm            |
| Hubraum         | 3290 cm³           |
| Kühlung         | luftgekühlt        |
| Verdichtung     | 7,0 : 1            |
| Gewicht         | 77,19 kg           |